# Teresa Żurowska
Liliana Teresa Żurowska, z d. Rusek (ur. 22 kwietnia 1956 w Świdwinie) – polska piłkarka ręczna, reprezentantka Polski i Austrii. Mistrzyni Polski i Austrii, zdobywczyni Pucharu Europy Mistrzyń Krajowych (1989, 1990). Olimpijka z Barcelony (1992).

## Kariera sportowa

### Kariera klubowa
Była wychowanką SKS Świdwin. W latach 1974–1985 występowała w barwach Pogoni Szczecin. W 1978 była drugim strzelcem ligi (153 bramki), ale jej drużyna spadła z ekstraklasy. W 1979 powrócił ze szczecińskim klubem do I ligi. W 1980 została najlepszym strzelcem ligi (207 bramek). W 1983 zdobyła mistrzostwo Polski, w 1984 wicemistrzostwo Polski, w 1985 brązowy medal MP.
Od 1985 do 1987 występowała w austriackim WAT Fünfhaus Wiedeń. W 1987 została zawodniczką HypoBank Südstadt i zdobyła z tym klubem cztery tytuły mistrzyni Austrii z rzędu (1988–1991), trzykrotnie Puchar Austrii (1989, 1990, 1991). Dwukrotnie wygrała rozgrywki o Puchar Europy Mistrzyń Krajowych (1989, 1990), a w 1988 jej zespół przegrał w finale PE. Od 1991 do 1994 ponownie występowała w WAT Fünfhaus Wiedeń.

### Kariera reprezentacyjna
W reprezentacji Polski debiutowała 27 listopada 1976 w towarzyskim spotkaniu z Norwegią. Wystąpiła na mistrzostwach świata grupy „B” w 1983 (2 miejsce) i 1985 (7 miejsce). Po raz ostatni w biało-czerwonych barwach zagrała 21 grudnia 1985 w meczu mistrzostw świata grupy „B” z Rumunią. Łącznie w reprezentacji Polski wystąpiła 83 razy, zdobywając 200 bramek.
W latach 1987–1992 wystąpiła 98 razy w reprezentacji Austrii, m.in. na mistrzostwach świata grupy „B” w 1989 (5. miejsce), grupy „A” w 1990 (5 miejsce) oraz na Igrzyskach Olimpijskich w Barcelonie w 1992 (5 miejsce).